# Mihrab
Mihrab (ar.: محراب) je niša u zidu džamije koja je usmjerena u pravcu Kible (Kabe u Meki) kojoj su muslimani okrenuti za vrijeme molitve. Za vrijeme zajedničkih molitvi u džamiji, imam stoji u mihrabu dok se ostali vjernici koji klanjaju nalaze iza njega.
Riječ „Mihrab“ izvorno nije imala vjersko značenje, i u arapskom jeziku označavala je posebnu sobu u kući. Na primjer, u srednjovjekovnim utvrdama to je bila prostorija u kojoj se nalazilo prijestolje. Kod prvih generacija muslimana i kod prvih vjerskih zajednica u arapskim govornim područjima pod terminom "Mihrab" se podrazumijevalo i posebno mjesto u kući u kojoj se obavljala molitva. Halifa Osman Ibn Affan je naredio da se označi zid u Poslanikovoj džamiji u Medini u pravcu Meke, tako da bi hodočasnici koji posjećuju Meku znali u kojem pravcu je Kibla. To je bilo samo označeno mjesto u zidu sve do vladavine Velida I. Namjesnik Medine Omer Ibn Abdul-Aziz je tu oznaku proširio i zamijenio nišom u zidu.
Jedan kuranski ajet (19,11) spominje riječ "Mihrab": "I on (Zekerijah) iziđe iz hrama (iz mihraba) u narod svoj i znakom im dade na znanje: "Hvalite ga ujutro i navečer!"

### Ostali projekti
|  | Zajednički poslužitelj ima još gradiva o temi Mihrabi |